# Font del Rial
La Font del Rial és una font del terme municipal de Senterada, al Pallars Jussà, dins del territori del poble de Cadolla.
Està situada a 1.260 m alt., al sud de Cadolla i al sud-oest de Naens. Situada al nord del Bosc de Cérvoles, a llevant de Colldeberri i al sud-est de la Borda de Gassol.